# Eugenia calcadensis
Eugenia calcadensis е вид растение от семейство Миртови (Myrtaceae). Видът е световно застрашен, със статут Уязвим.

## Разпространение
Разпространен е в Индия.